# Hottentotta haudensis
Espèce
Hottentotta haudensis est une espèce de scorpions de la famille des Buthidae.

## Distribution
Cette espèce est endémique du Somaliland en Somalie. Elle se rencontre vers Shanshade et Burao.

## Description
Le mâle holotype mesure 29,37 mm et la femelle paratype 33,43 mm.

## Étymologie
Son nom d'espèce, composé de haud et du suffixe latin -ensis, « qui vit dans, qui habite », lui a été donné en référence au lieu de sa découverte, le Haud.

## Publication originale
- Kovařík & Lowe, 2020  : « Scorpions of the Horn of Africa (Arachnida: Scorpiones). Part XXVI. Records of Hottentotta polystictus (Pocock, 1896), with descriptions of H. haudensis sp. n. and H. nigrimontanus sp. n. (Buthidae) from Somaliland. » Euscorpius, no 330, p. 1-28 (texte intégral).